# Nauclea diderrichii
Nauclea diderrichii är en måreväxtart som först beskrevs av De Wild., och fick sitt nu gällande namn av Elmer Drew Merrill. Nauclea diderrichii ingår i släktet Nauclea och familjen måreväxter. IUCN kategoriserar arten globalt som sårbar. Inga underarter finns listade i Catalogue of Life.